# Christian Bach
Christian Bach (Meiningen, Turíngia, 22 de març de 1979) va ser un ciclista alemany que fou professional entre 2006 i 2009. Va combinar la carretera amb el ciclisme en pista.

## Palmarès en pista
- 1998
  -  Campió d'Alemanya en Persecució per equips (amb Jens Lehmann, Sebastian Siedler i Daniel Becke)
- 1999
  -  Campió d'Alemanya en Persecució per equips (amb Jens Lehmann, Sebastian Siedler i Daniel Becke)
- 2001
  -  Campió d'Alemanya en Persecució per equips (amb Jens Lehmann, Christian Müller i Daniel Schlegel)
- 2003
  -  Campió d'Alemanya en Persecució per equips (amb Jens Lehmann, Sebastian Siedler i Daniel Schlegel)
- 2004
  -  Campió d'Alemanya en Persecució per equips (amb Jens Lehmann, Sascha Damrow i Tony Martin)

### Resultats a laCopa del Món en pista
- 2001
  - 1r a Szczecin, en Persecució per equips